# 339 Batalion Wschodni
339 Batalion Wschodni (ros. Ost-Bataillon 339, ros. 339-й восточный батальон) – oddział wojskowy Wehrmachtu złożony z Rosjan podczas II wojny światowej.
Batalion został sformowany w styczniu 1943 r. na okupowanej Białorusi. Wchodził w skład niemieckiej 339 Dywizji Piechoty gen. Martina Ronicke. Miał cztery kompanie. W lutym tego roku do batalionu włączono dwie kompanie rozwiązanego 448 Batalionu Wschodniego. W maju batalion przeniesiono do Włoch, gdzie został podporządkowany 356 Dywizji Piechoty gen. Karla Faulenbacha. W listopadzie przeszedł pod bezpośrednią zwierzchność 14 Armii gen. Eberharda von Mackensena. W kwietniu 1944 r. stał się III Batalionem 871 Pułku Grenadierów 356 DP. W styczniu 1945 r., po przeniesieniu dywizji na Węgry, został przemianowany w 339 Batalion Rosyjski.